# Daan Myngheer
Daan Myngheer, né le 13 avril 1993 à Roulers et mort le 28 mars 2016 à Ajaccio, est un coureur cycliste belge.

## Biographie

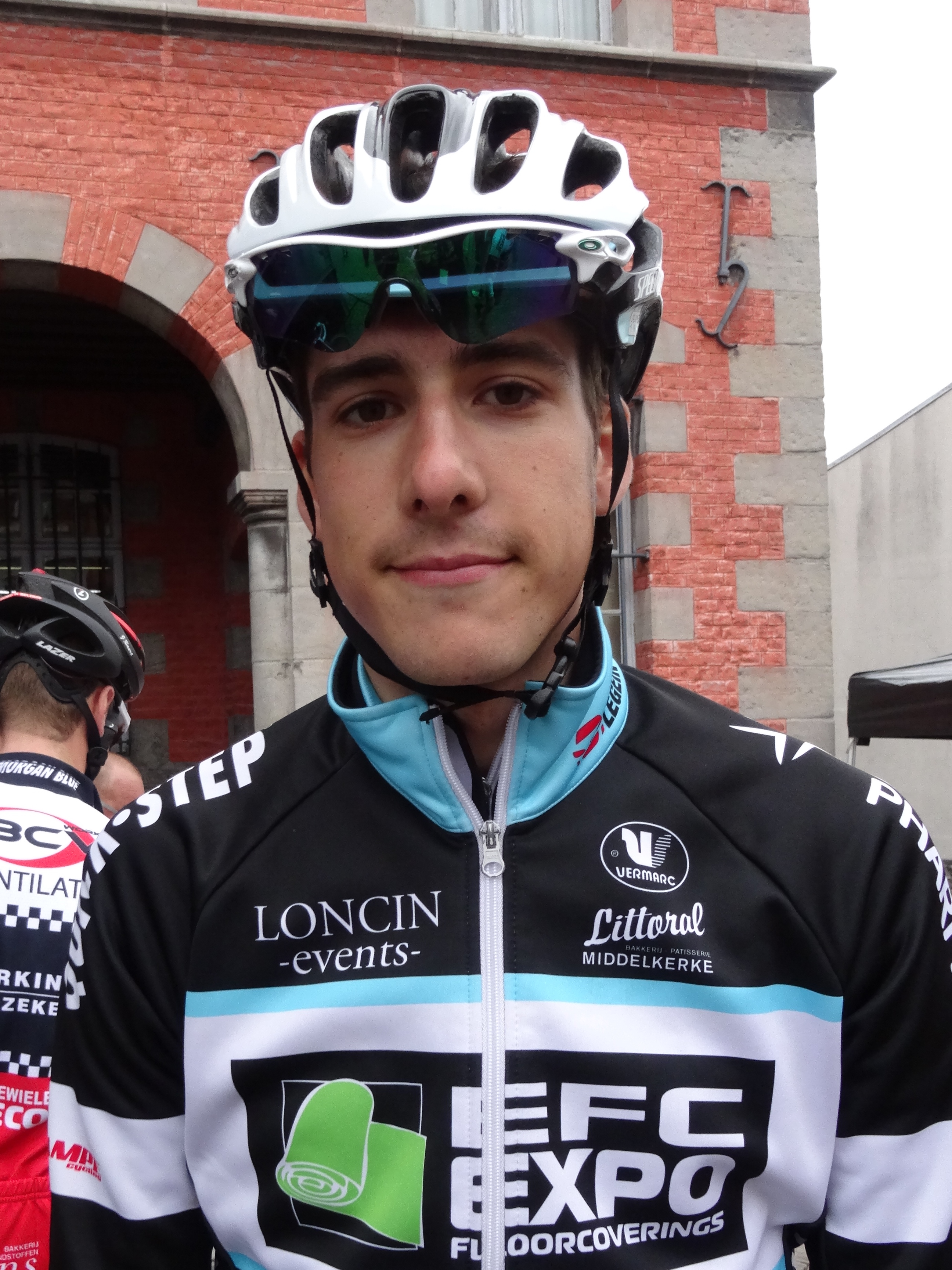
Daan Myngheer lors du départ de la 1re étape du Triptyque des Monts et Châteaux 2014 à Antoing.

Champion de Belgique junior en 2011, Daan Myngheer rejoint en 2012 l'équipe EFC-Omega Pharma-Quick Step, réserve de l'équipe professionnelle Omega Pharma-Quick Step.
En 2015, il est recruté par l'équipe continentale Verandas Willems. Il est sélectionné en équipe de Belgique espoirs, avec laquelle il dispute le Tour des Flandres espoirs et le ZLM Tour, deux manches de Coupe des nations dont il prend les quinzième et onzième place, ainsi que le championnat du monde espoirs, à Richmond (Virginie).
À l'issue de cette saison, il est engagé par l'équipe continentale française Roubaix Métropole européenne de Lille, au sein de laquelle il devient professionnel,,.

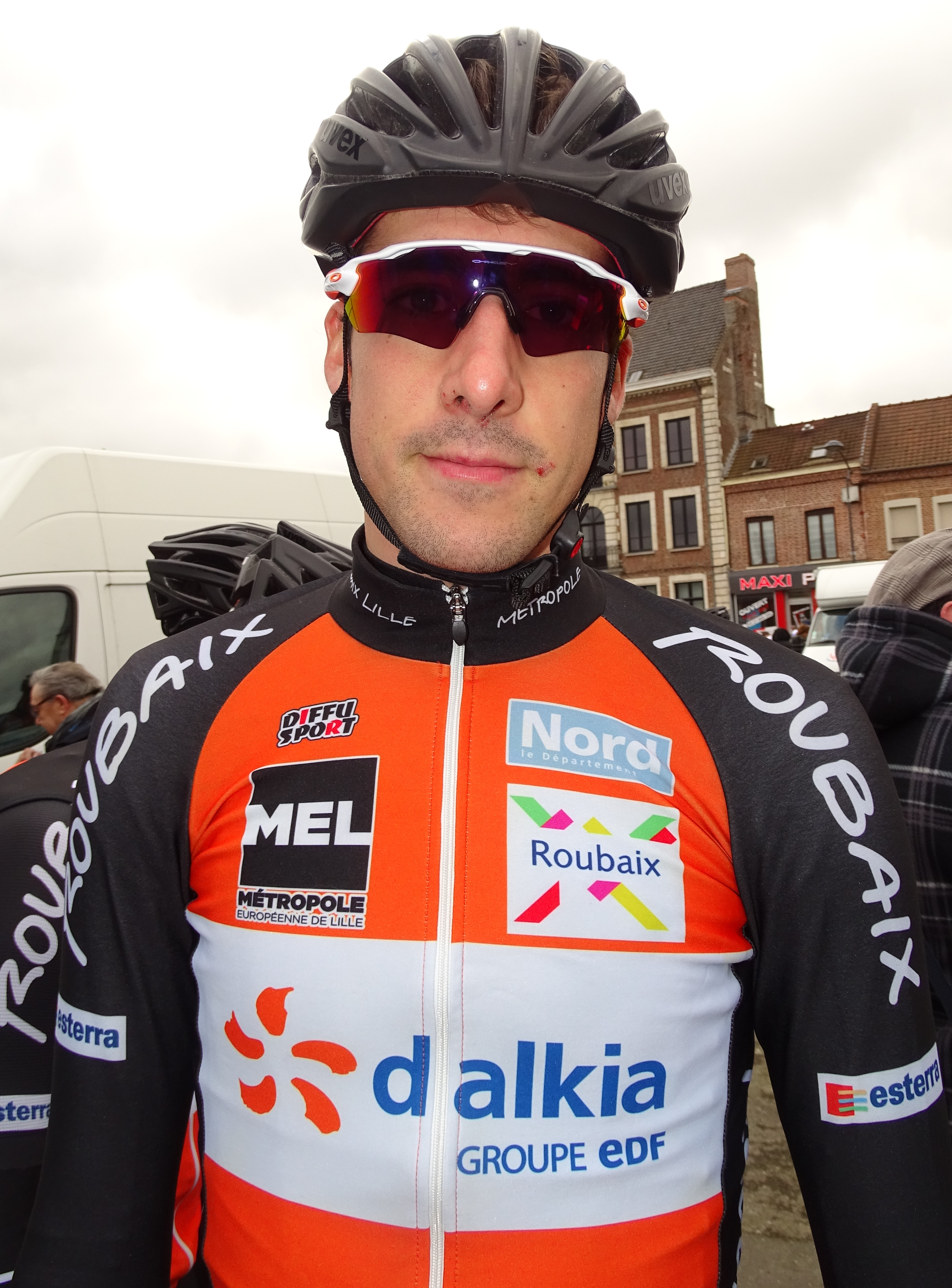
Daan Myngheer lors du départ du Grand Prix de Lillers-Souvenir Bruno Comini 2016, le mois de son décès.

En mars 2016, il participe au Critérium international en Corse. Lors de la première étape, à 25 kilomètres de l'arrivée, il est victime d'un arrêt cardiaque. Il est emmené à l'hôpital d'Ajaccio où il est considéré dans un état critique. Son entraîneur explique que Myngheer avait déjà souffert dans sa jeunesse de problèmes cardiaques, mais qu'il avait passé tous les tests appropriés et était considéré comme apte au sport de compétition,. Cet incident a lieu la veille du décès en course de son compatriote Antoine Demoitié, percuté par une moto lors de Gand-Wevelgem. Il meurt le 28 mars 2016 des suites de l'arrêt cardiaque survenu lors du Critérium international.

## Palmarès et résultats

### Palmarès par année
- 2010
  - Champion de Flandre-Occidentale sur route juniors
  - 2e du Circuit Het Nieuwsblad juniors
- 2011
  -  Champion de Belgique sur route juniors
  - Grand Prix André Noyelle
  - Circuit Mandel-Lys-Escaut juniors
  - 2e du championnat de Flandre-Occidentale du contre-la-montre juniors
  - 3e de Gand-Menin
- 2013
  - Champion de Flandre-Occidentale sur route espoirs
  - Bruxelles-Zepperen
  - Tour de Flandre-Orientale :
    - Classement général
    - 2e étape
- 2014
  - 3e étape de l'Essor breton (contre-la-montre par équipes)
- 2015
  - Mémorial Noël Soetaert
  - 3e du championnat de Flandre-Occidentale sur route espoirs

### Classements mondiaux
| Année           | 2014 | 2015 |
| --------------- | ---- | ---- |
| UCI Europe Tour | 508e | 532e |